# Strukkamp
Strukkamp ist ein Dorf an der Südküste der Ostseeinsel Fehmarn. Es ist ein Stadtteil der Stadt Fehmarn im Kreis Ostholstein in Schleswig-Holstein. Der Ort befindet sich südlich von Gold, Avendorf und Albertsdorf und nördlich der Fehmarnsundbrücke. Strukkamp liegt an der Bahnstrecke Lübeck–Puttgarden.
Das Dorf hatte 2002 140 Einwohner auf einer Fläche von etwa 307 ha.
Strukkamp wurde im 14. Jahrhundert gegründet. Das Dorf zieht sich entlang der Strukkamper Dorfstraße von Süd nach Nord. Hinter dem Dorf liegen die sogenannten „Platen“, wie die Wiesen genannt werden, die bei Hochwasser lange unter Wasser stehen. 
Heute ist es vor allem als Urlaubsort bekannt. Die Küste bietet ausgezeichnete Surf- und Kitemöglichkeiten, da häufig Wind aus westlichen Richtungen vorherrscht. Auf der Gemarkung des Dorfes befindet sich ein Campingplatz mit 700 Stellplätzen. 
Der Leuchtturm Strukkamphuk dient als Unterfeuer des Leuchtturms Flügge und kennzeichnet so das Fahrwasser durch den Fehmarnsund. Das Fischereikennzeichen des Ortes lautet STRU.